# Nathan Followill
Ivan Nathan Followill (nascido em 26 de junho de 1979), também conhecido como Nathan Followill, é o baterista da banda de rock alternativo, Kings of Leon. Irmão do vocalista e guitarrista Caleb Followill, do baixista  Jared Followill, e primo do guitarrista solo Matthew Followill da banda.

## Biografia
Nathan é filho de Betty Ann e Ivan Leon Followill, um ministro evangélico pentecostal, que viajou ao redor da América do Sul. Nathan cresceu tocando bateria na igreja. Ele é casado com a cantora americana Jessie Baylin, com quem vive em Brentwood, Tennessee. Followill e Baylin se casaram em 14 de novembro de 2009, em Brentwood, Tennessee no Wolf Den Farm. Ela deu à luz sua primeira filha, Violet Marlowe Followill, em 26 de dezembro de 2012, e em 10 de Abril de 2018, nasceu seu segundo filho, Oliver Francis Followill.

## Curiosidades
- Os programas de TV preferidos do Nathan são Eastbound and Down, e “com Gleen Close” (Damages).

- Quando Kings tocaram no Saturday Night Live no último setembro, Caleb entrou nas coxias do palco levou um tempo para parar em frente à porta do Chris Farley. Na infância, ele era obcecado pelo comediante. “Eu sabia que iria ao Saturday Night Live”, ele diz. “Eu não sabia que seria cantando.” Nathan se lembra da ligação que recebeu em 18 de dezembro de 1997. “Caleb está chorando e fica falando, ‘é o papai! É o papai!’ E eu era como, ‘que? Quem é o papai?’”

- Nathan é Casado com a cantora americana Jessie Baylin, com quem vive em Brentwood, Tennessee. O casal tem uma filha chamada Violet, nascida em dezembro de 2012.[5]

- Nathan também toca violão.

- É o único dos integrantes que foi para a faculdade.

- Nathan ja trabalhou no parque de diversões de tema faroeste no Distrito de Oklahoma, chamado Frontier City.

## Equipamento
Nathan usa atualmente pedais e hardware DW Drums com pratos Paiste e peles Evans, seus pratos da esquerda para a direita de seu set-up são os seguintes:
- 14" Signature Reflector Heavy Full Hats 14 "Signature Reflector Heavy Hats completo.
- 22 de 2002 "Bater (anteriormente utilizados 22" Signature Reflector Heavy Full Bater)
- 8" Signature Splash 8 Splash Assinatura "
- 24" 2002 Crash 24 "Bater 2002
- 22" Signature Power Ride 22 "Ride Power Assinatura
- 19" Signature Power Crash 19 "Bater Power Assinatura
- 14" Signature Fast Crash 14 "Bater Fast assinatura

DW Set-Up: DW Collector's Series com Chrome Hardware e Broken Glass Finish
- 14x6.5 Brady "Jarrah Block armadilha"
- 13x10 tom 13x10 tom
- 16x16 floor tom 16x16 tom chão
- 18x16 floor tom 18x16 tom chão
- 24x18 bass drum 24x18 bumbo
- DW 9000 Single Pedal with wood beater Pedal DW 9000 Single com batedor de madeira
- DW 9000 2-leg Hi Hat Pedal DW 9000 Hat duas pernas Hi-Pedal

Nathan também usa LP chocalho e tamborim na sua actual configuração.
Sua bateria cabeças são:
[Drum]: [Batter]/[Resonant or Snare Side] Cilindro: Batter [/] [Side Resonant ou Snare
- Toms: Clear G2/Clear G1 Toms: G2/Clear Clear G1
- Bass drum: Clear EMAD/DW Stock drum head Bumbo: Clear EMAD / DW Stock cabeça do cilindro
- Snare: Coated G2/Clear G1 Snare: G2/Clear revestido G1